# Trifolium alpinum
Trifolium alpinum är en ärtväxtart som beskrevs av Carl von Linné. Trifolium alpinum ingår i släktet klövrar och familjen ärtväxter. Inga underarter finns listade i Catalogue of Life.
Växten utvecklas varje år från rötterna. Exemplaren blir 5 till 20 cm höga och blommar mellan juni och augusti. Varje blad består av tre delar som är smala och cirka 7 cm långa. På stjälken saknas blad. Blomställningen består av 3 till 15 blommor. Under solljus avsöndrar blommorna en intensiv doft. Rötterna kan nå ett djup av en meter. Växten är näring åt gems och murmeldjur.
Arten förekommer i Alperna, i Pyrenéerna och flera andra bergstrakter i Frankrike och Spanien. Den växer i regioner som ligger 1000 till 2900 meter över havet. Trifolium alpinum ingår i bergsängar och den hittas i klippiga regioner med glest fördelad växtlighet. En typisk växt på samma ställen är Nardus stricta.
Begränsade populationer hotas av intensivt bruk av betesmarker. Hela populationen minskar men den är fortfarande stor. Trifolium alpinum hittas i olika skyddszoner. IUCN listar arten som livskraftig (LC).

## Bildgalleri

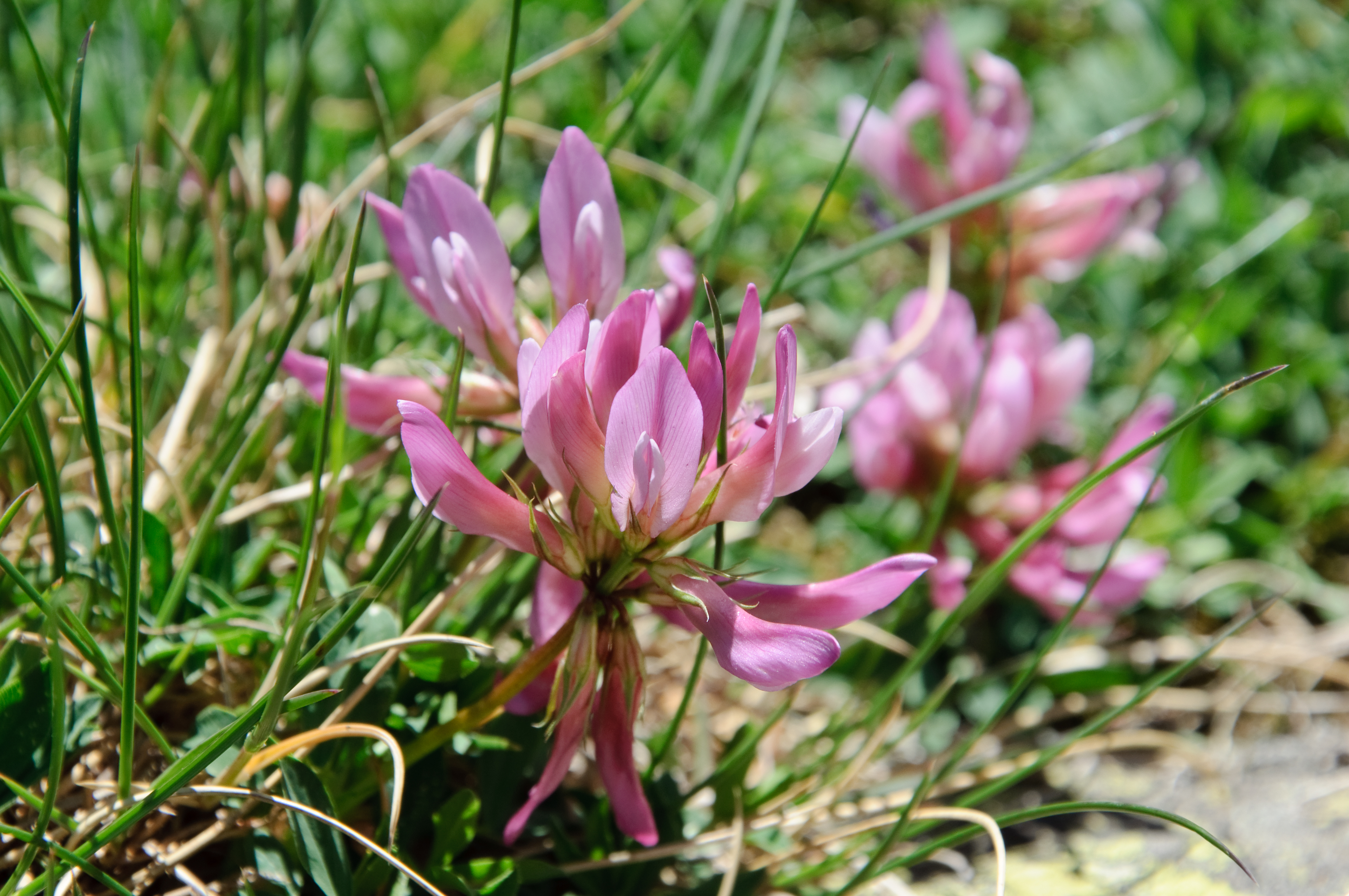
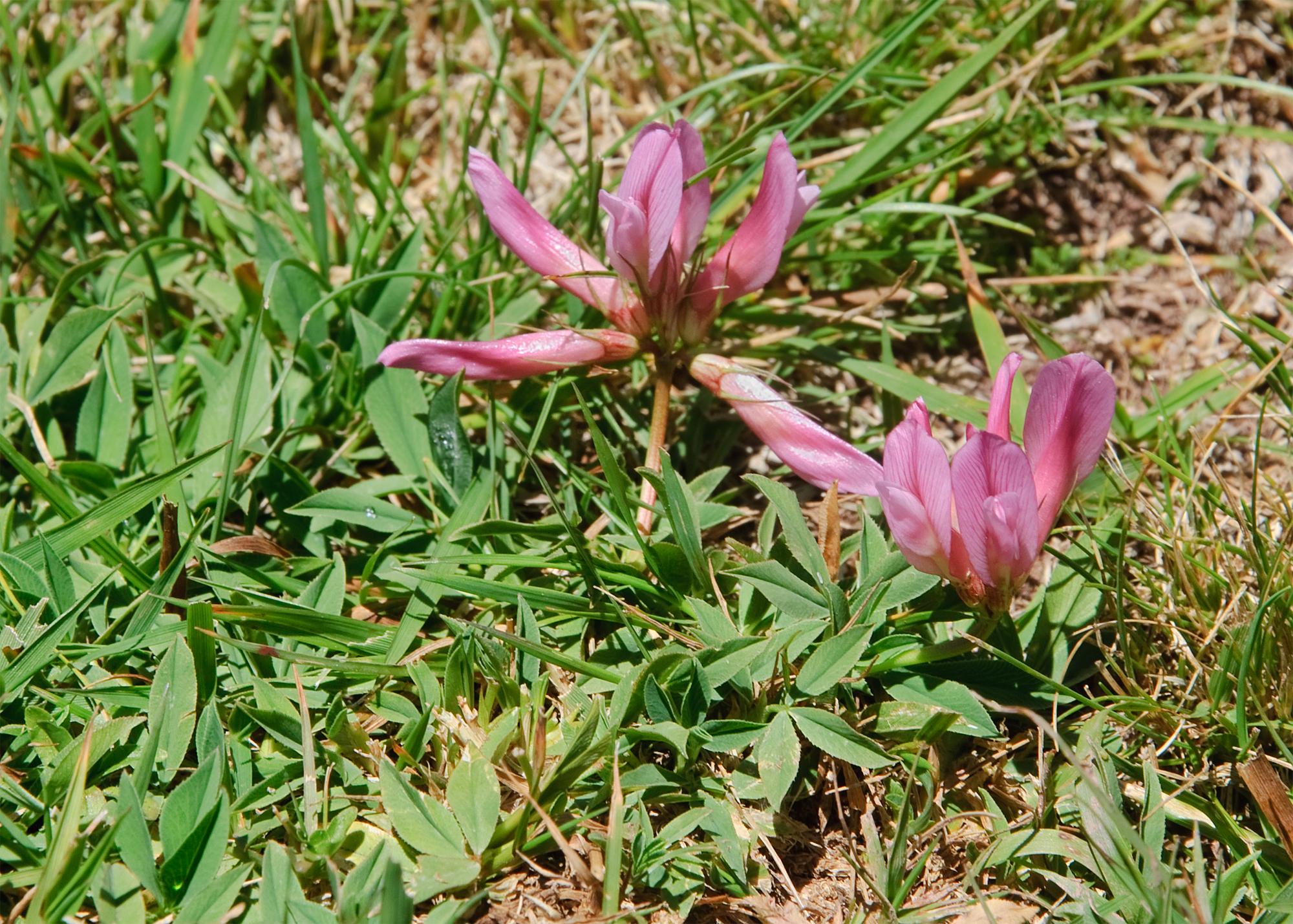
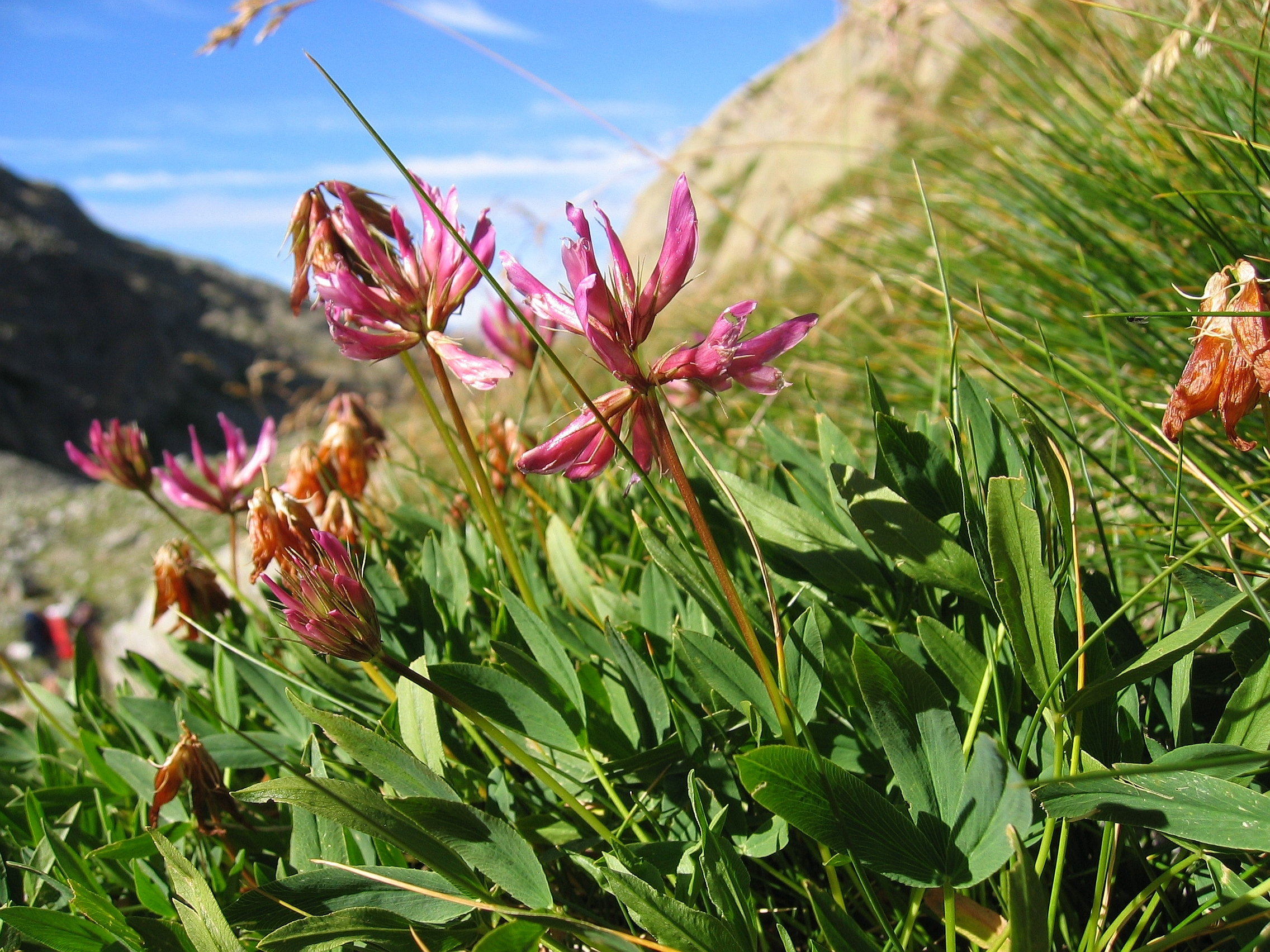
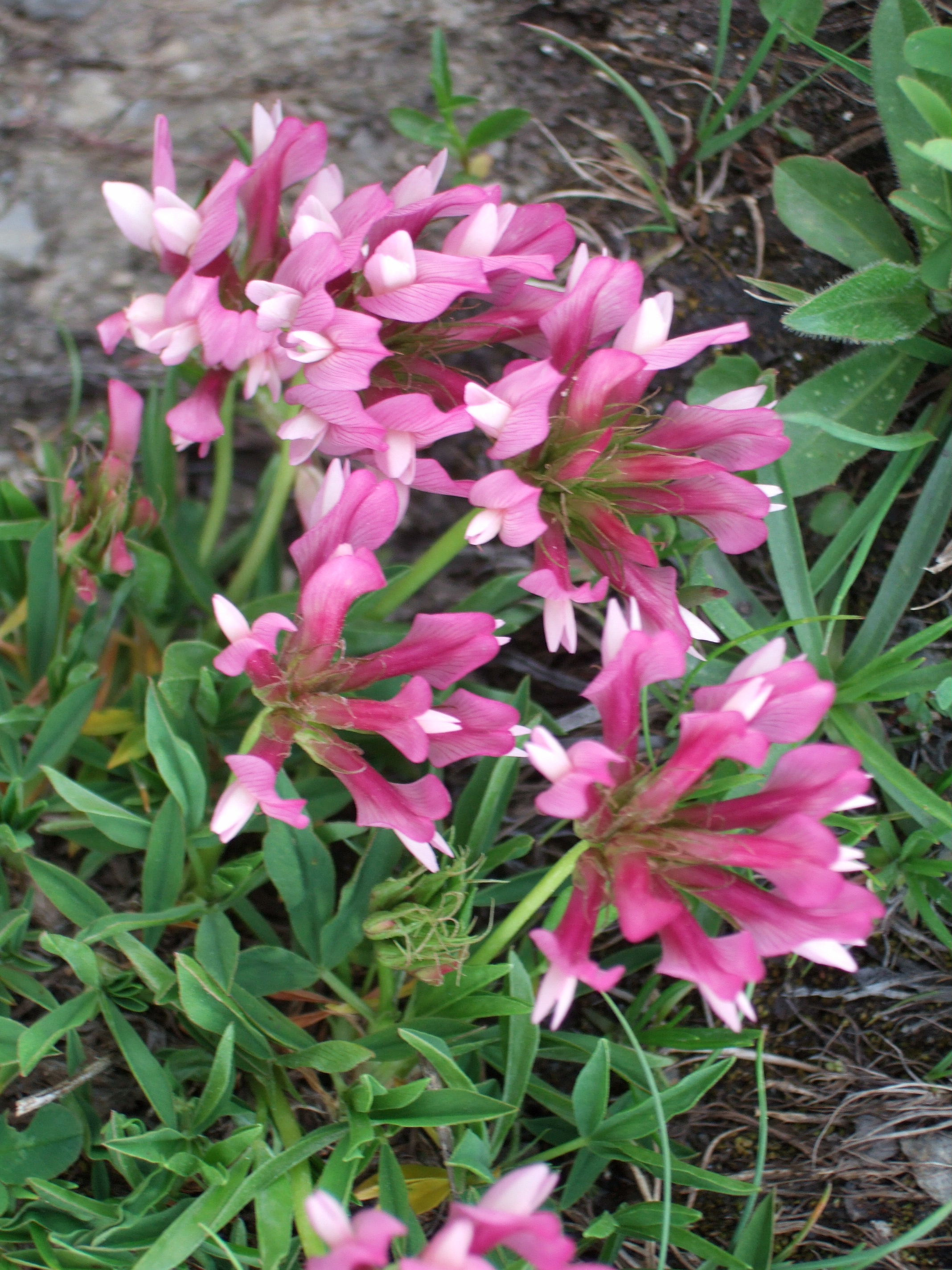
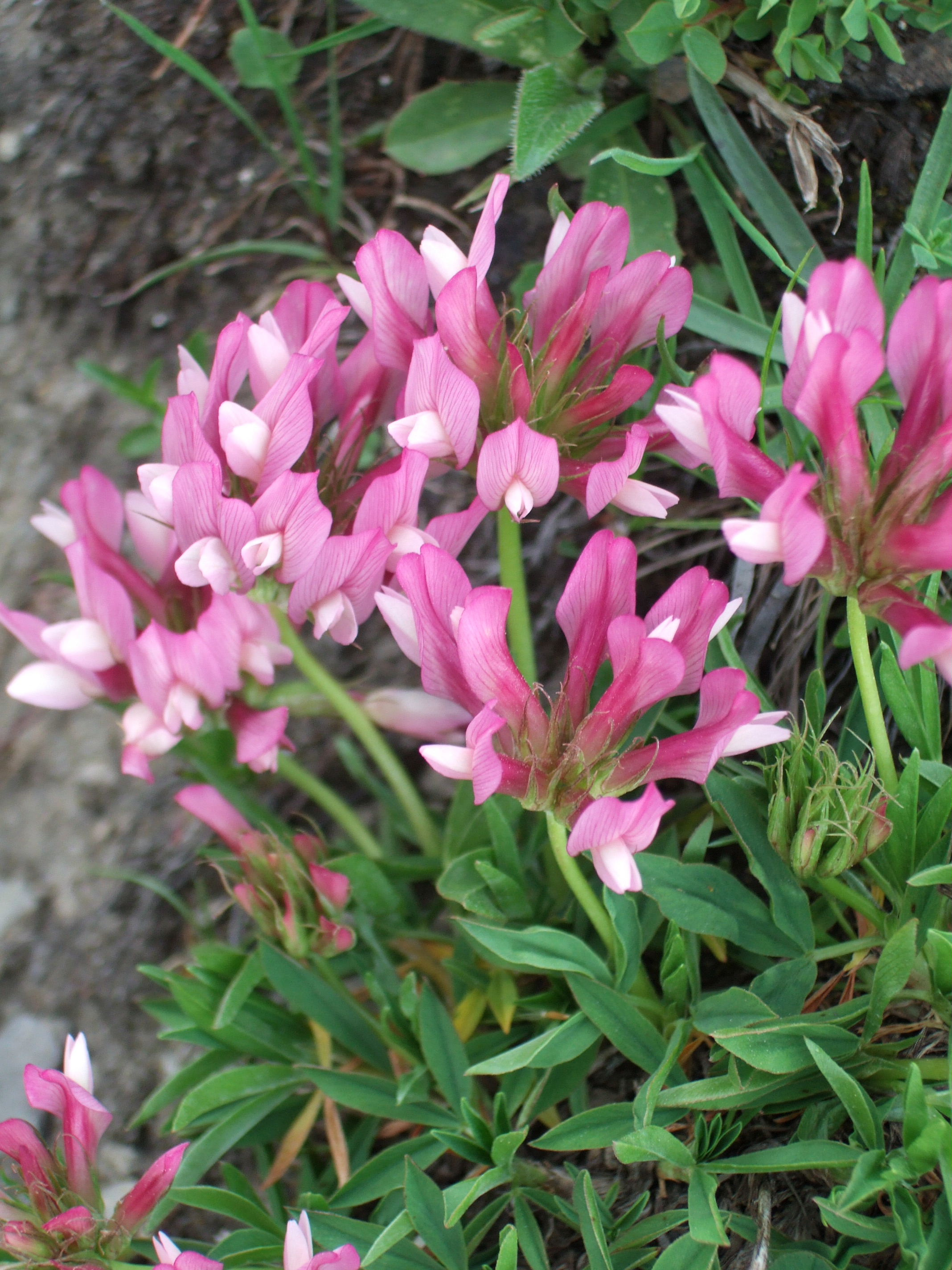
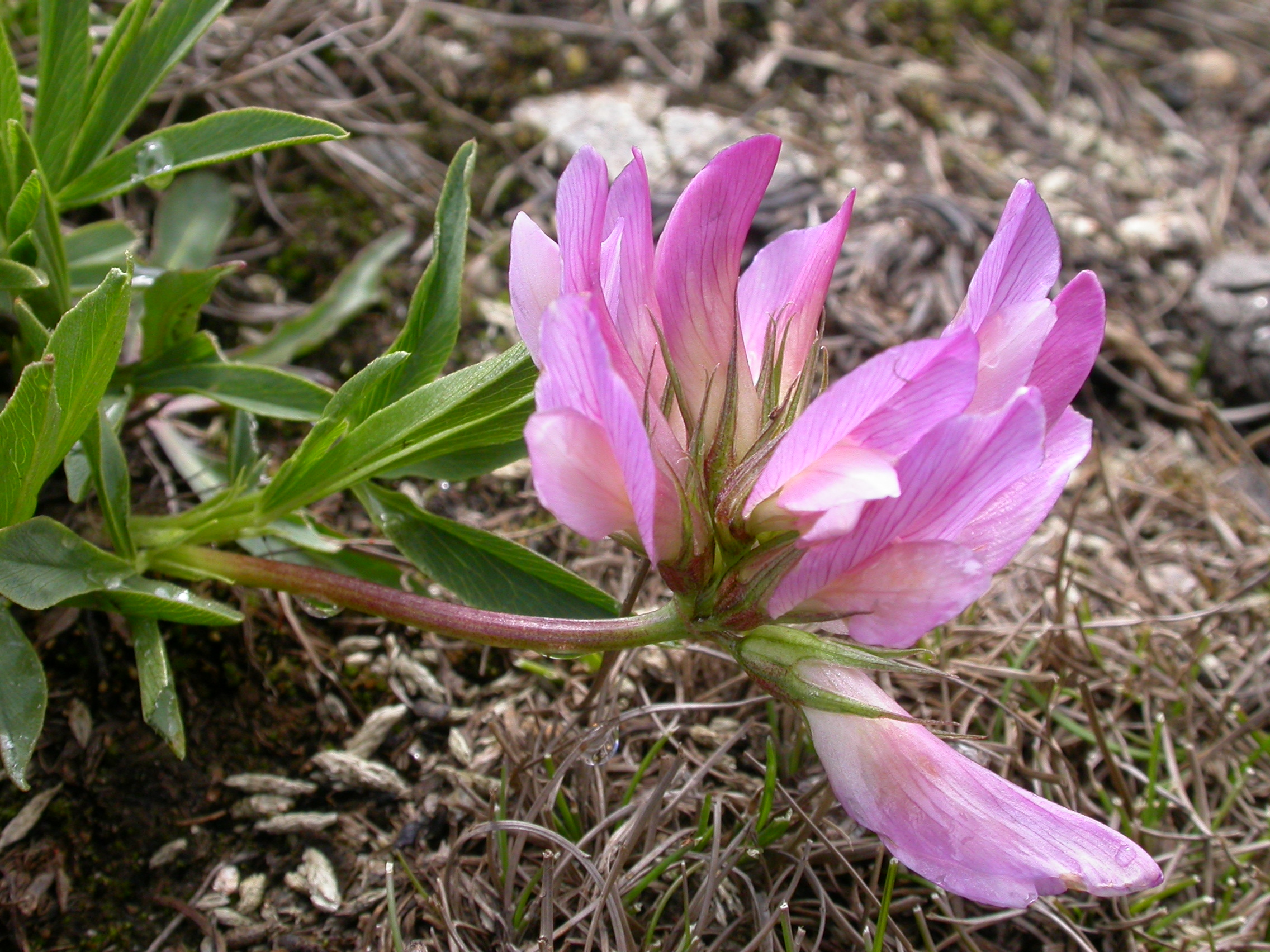